# Sweti Cchoweli

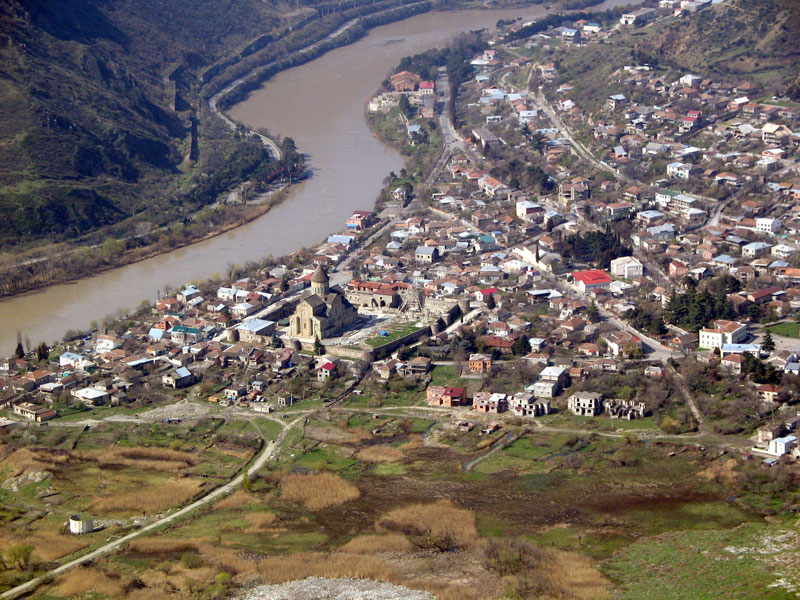
Katedra wznosi się na wzgórzu nad rzeką Kurą (Mtkwari)

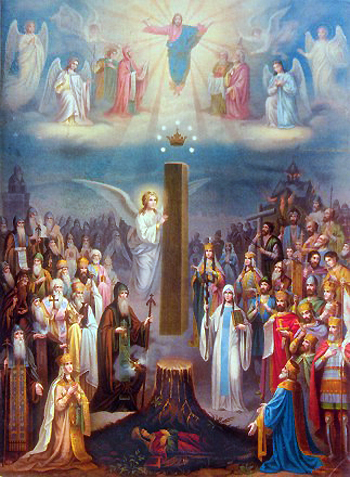
Chwała Iwerii – Obraz Michaiła Sabinina

Sweti Cchoweli (gruz. სვეტიცხოვლის საკათედრო ტაძარი, Sweticchowlis sakatedro tadzari) – kościół katedralny w mieście Mccheta w Gruzji, ok. 20 km od stolicy kraju Tbilisi. Wraz z innymi zabytkami miasta Mcchety katedra Sweti Cchoweli została wpisana w 1994 na listę światowego dziedzictwa UNESCO. 
Katedra stanowiła w ciągu wielu stuleci miejsce koronacji i pochówku władców Gruzji oraz siedzibę najwyższych władz Gruzińskiego Prawosławnego Kościoła Apostolskiego. Obecnie jest siedzibą arcybiskupa Mcchety i Tbilisi, sprawującego urząd Katolikosa Gruzji.
Katedrę wzniósł w latach 1010–1029 architekt gruziński Arsakidze na miejscu zbudowanego w IV w. najstarszego kościoła Gruzji. Według legendy święta Nino wybrała miejsce budowy u zbiegu rzek Kury i Aragwi.
Według tej legendy Elizeusz, Żyd z Mcchety wyruszył do Jerozolimy, by bronić Chrystusa przed sądem Piłata, lecz zdążył dopiero w chwili Ukrzyżowania. Od rzymskiego żołnierza odkupił szatę Chrystusa i zabrał ją ze sobą do Gruzji. W Mcchecie oddał szatę swojej siostrze Sydonii, która otuliwszy się nią zmarła i została w niej pochowana. Na jej grobie wyrósł wielki cedr. 
Święta Nino poleciła, aby ściąć cedr i na jego miejscu zbudować kościół, lecz cedr nie dał się ściąć. Dopiero gdy święta Nino modlitwą przywołała anioła, drzewo uniosło się i budowa została ukończona. Z pnia cedru powstała kolumna, dająca życiodajny sok.
Badania archeologiczne wykazały, że na miejscu obecnej katedry w V w. znajdowała się niewielka trójnawowa bazylika.
Obecna katedra powstała w XI w. za panowania króla Giorgiego II. W 1787 król Herakliusz II polecił otoczyć katedrę wysokim murem obronnym z ośmioma wieżami.
Obecnie istniejąca katedra z XI w. została wzniesiona w układzie kopułowo-krzyżowym, typowym dla gruzińskiego budownictwa sakralnego. Do budowy użyto żółtego piaskowca. Fasadę zdobią liczne płaskorzeźby. Płaskorzeźba na ścianie północnej przedstawiająca prawe ramię z dłutem w dłoni opatrzona jest napisem: „Ramię Arsukidzego, sługi bożego, niech mu będzie przebaczone”. Napis na ścianie wschodniej głosi: „Kościół święty został wzniesiony ręką uniżonego sługi Arsukidzego. Niech jego dusza zazna spokój, Mistrzu”. 
Katedra była wielokrotnie odnawiana i przebudowywana. 
Ściany wewnętrzne katedry pokryte były freskami, lecz w 1830 z okazji pobytu cara Mikołaja I freski pokryto tynkiem. Część z nich udało się wydobyć spod tynku, m.in. wizerunki bestii apokaliptycznych i znaków zodiaku.
Ikony stanowią kopie oryginałów, przechowywanych w muzeum państwowym Gruzji.
Chrzcielnica na prawo od wejścia pochodzi z IV w.

## Literatura
- Szałwa Amiranaszwili: Sztuka gruzińska, Państwowe Wydawnictwo Naukowe, Warszawa 1973
- David Marshall Lang, Dawna Gruzja, Państwowy Instytut Wydawniczy, Warszawa 1972
- Натроев А. Мцхет и его собор Свэти-Цховели. Историко-археологическое описание. 1900